# Johan Garpenlöv
Kjell Johan "Garpen" Garpenlöv, född 21 mars 1968 i Stockholm, är en svensk före detta ishockeyspelare och före detta huvudtränare för Djurgårdens IF. Han var assisterande coach för Tre Kronor från 2016 och tog över som förbundskapten efter ishockey-VM 2019. 
Garpenlöv spelade fem säsonger för Djurgårdens IF och gjorde tio säsonger i NHL för Detroit Red Wings, San Jose Sharks, Florida Panthers och Atlanta Trashers. I Sharks spelade han bland annat i en kedja tillsammans med Sergej Makarov och Igor Larionov. Garpenlöv var forward till positionen och var känd för att vara en tuff och hårt arbetande ishockeyspelare. Han representerade även det svenska ishockeylandslaget vid ett flertal tillfällen, däribland World Cup 1996.
Från säsongen 2010/2011 har han varit team manager för Sveriges herrlandslag.
Han är ensam om att vunnit VM-guld två gånger i följd som både spelare (1991 och 1992) och som ledare (2017 och 2018).
Inför säsongen 2019–2020 ersatte han Rikard Grönborg som förbundskapten. Den 28 oktober 2021 meddelade han att han lämnar uppdraget efter säsongen 2021–2022.

## Karriär
- Tyresö HK 1971/1972–1983/1984
- Nacka HK 1984/1985–1985/1986
- Djurgårdens IF 1986/1987–1989/1990, 2000/2001
- Detroit Red Wings 1990/1991–1991/1992
- Adirondack Red Wings 1991/1992
- San Jose Sharks 1991/1992–1994/1995
- Florida Panthers 1994/1995–1998/1999
- Atlanta Thrashers 1999/2000

## Meriter
- VM-guld 1991, 1992
- VM-silver 1990
- Trea i Canada Cup 1991
- Trea i World Cup 1996
- SM-guld 1989, 1990, 2001

## Tränarkarriär
- 2002/2003–2004/2005 Assisterande tränare i Djurgården
- 2010–2011 Team manager i Tre Kronor
- 2019–2022 Huvudtränare i Tre Kronor
- 2022–2023 Huvudtränare i Djurgården